# Drino grandicornis
Drino grandicornis là một loài ruồi trong họ Tachinidae.